# Ermita de San Antonio (Alcalá de Chivert)

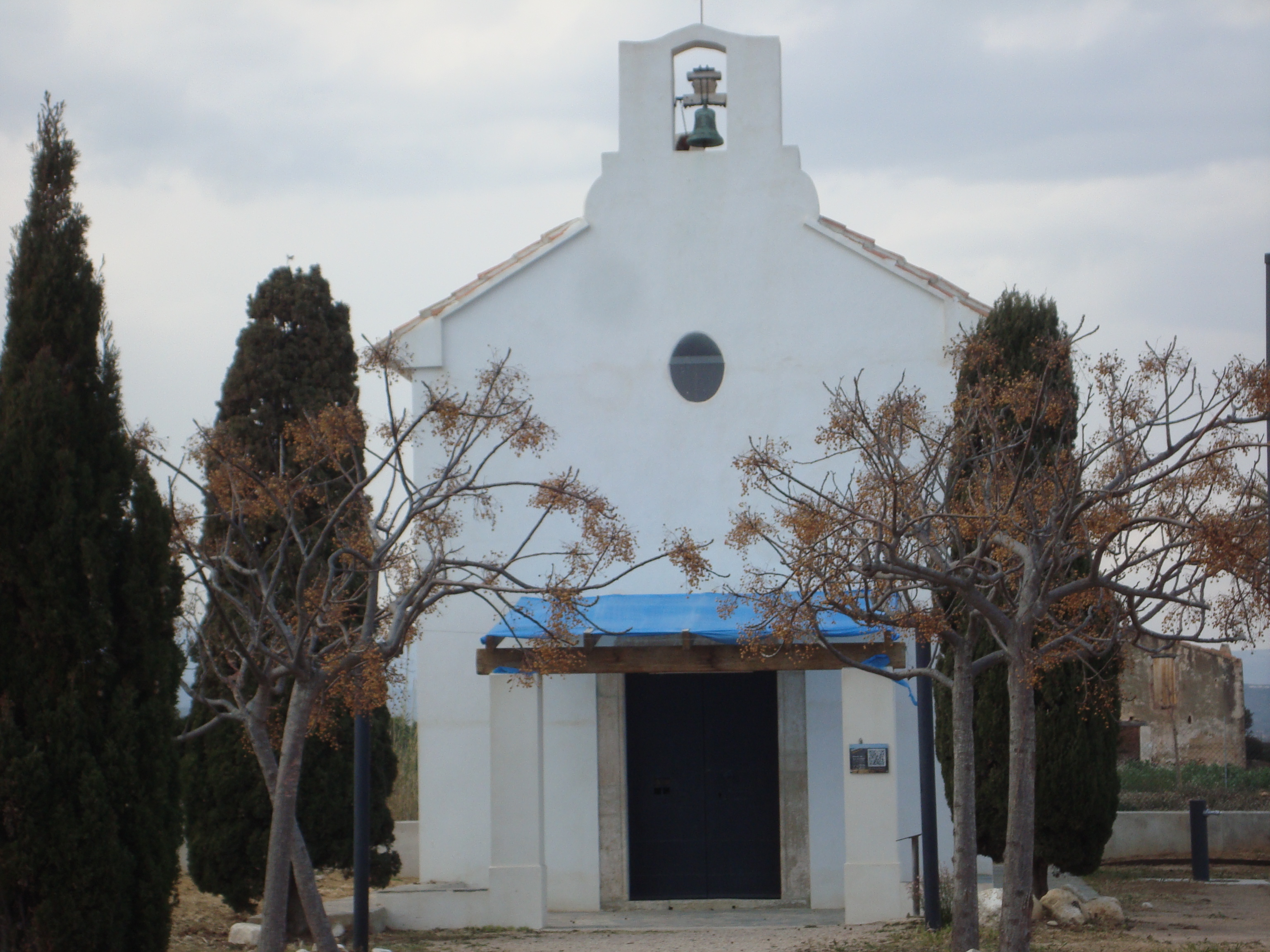
Ermita de San Antonio de Pádua de Capicorb, Alcalà de Xivert

La ermita de San Antonio de Alcalá de Chivert está situada en la parte meridional de la zona costera de Alcossebre, en el núcleo poblacional de Capicorb, muy cerca del término de Torreblanca y al borde del mar. Dista 10 kilómetros de Alcalá de Xivert.

## Historia
En 1690 se encontró en la playa una imagen de San Antonio de Padua y en 1773, Gabriel Ebrí, presbítero beneficiado de la iglesia parroquial de Alcalá de Xivert, construye la ermita, que fue bendecida el 19 de enero de 1774.

## Arquitectura

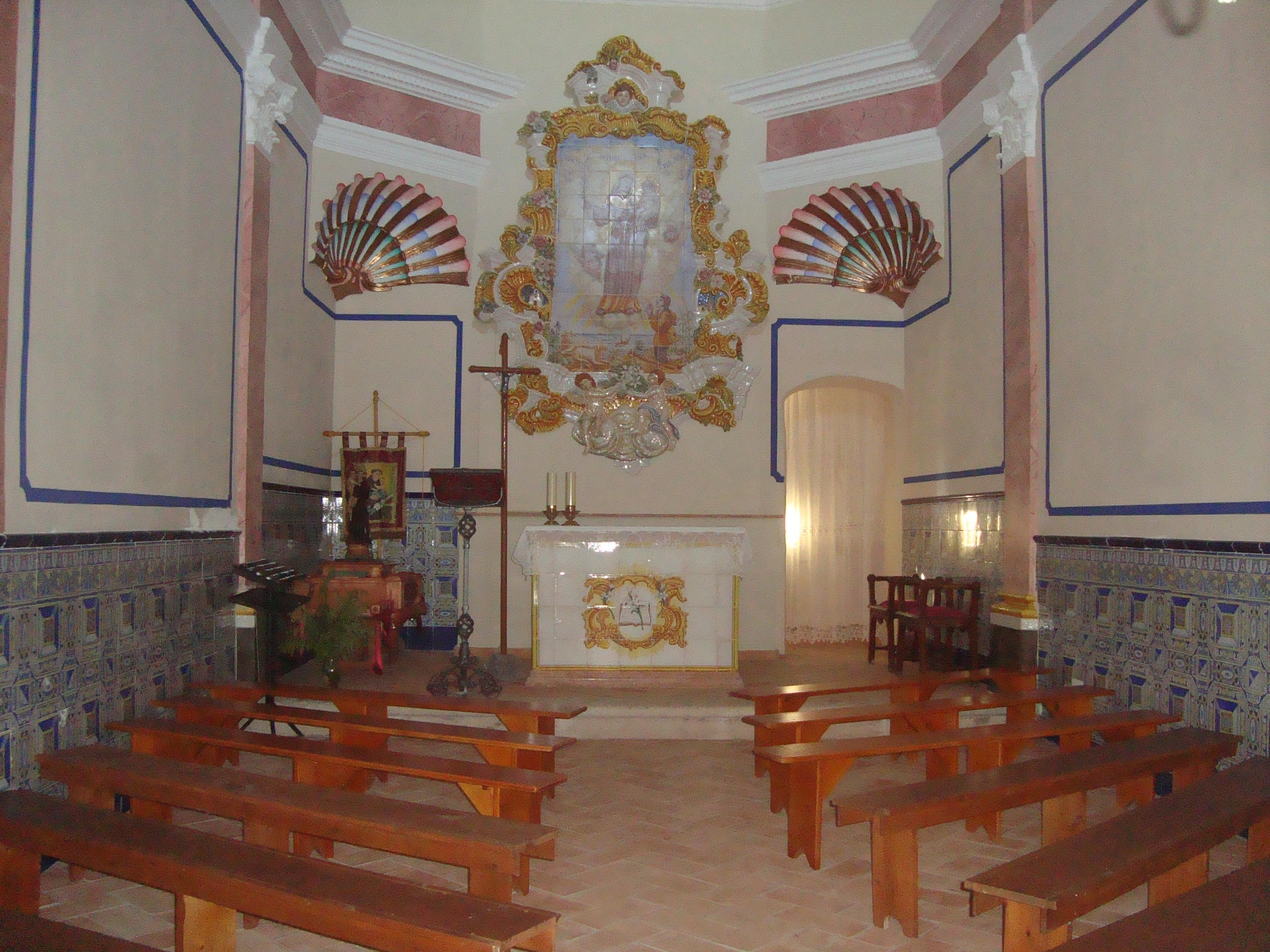
Ermita de San Antonio de Pádua, en Capicorb.

La puerta es de sillares lisos protegida por un porche de construcción posterior. Encima, una ventana oval y, rematando el frontis, con una espadaña.
La ermita consta de una nave cubierta por bóveda de cañón, de dos tramos con lunetos decoradas de ventanas ciegas enmarcadas de rocalla. La rocalla se extiende por las ménsulas y florones. Las paredes se protegen con un zócalo de azulejos. El presbiterio, octogonal, presenta un altar muy sencillo, con un nicho donde se guarda la imagen del santo, estatua rococó de mitad del siglo XVIII.

## Festividad
Se celebra el domingo siguiente al 25 de julio, festividad de Santiago.

## Bibliografía

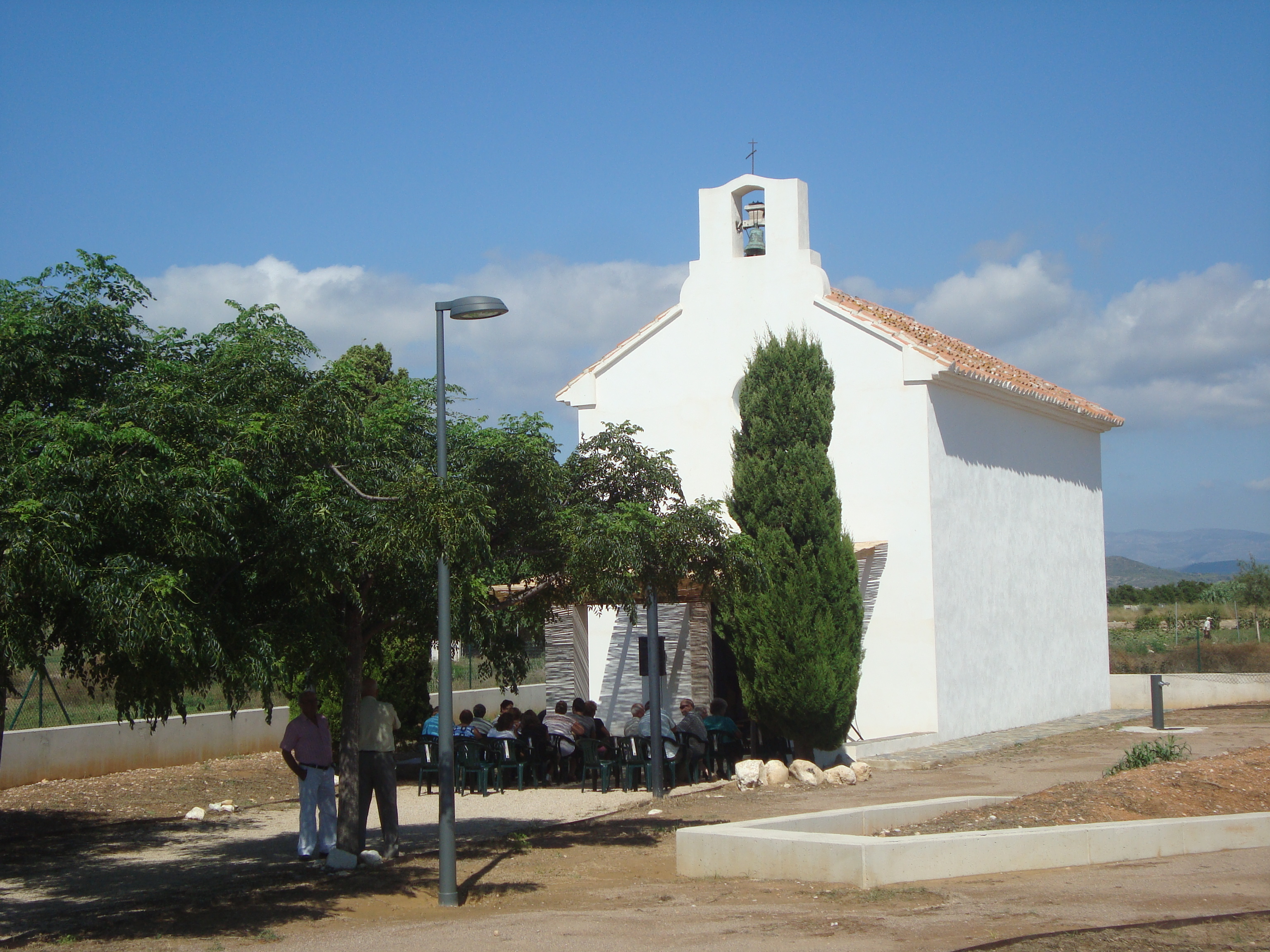
Ermita de San Antonio de Padua, Capicorb.